# Ницање зуба
Ницање или ерупција зуба подразумева појављивање зуба у усној дупљи. Иако се већина аутора слаже да је овде у питању веома сложен процес, постоје неслагања око тога који механизми контролишу ерупцију зуба. Једне теорије кажу да је раст корена фактор који изазива појављивање зуба у устима, друге да је у питању раст кости која окружује зуб итд. Већина ипак верује да је неколико сила укључено у ерупцију, а да главну покретачку снагу обезбеђују периодонтална влакна (скупљањем и укрштањем колагених влакана и контракцијом фибробласта).
Ерупција може да се подели на фазу активне и фазу пасивне ерупције (оклузалне адаптације). До овог процеса долази услед дељења пулпних ћелија, али тек након раста крунице зуба. Сматра се да је процес ницања завршен када зуб успостави контакт са антагонистом из супротне вилице.
Фаза активне ерупције обухвата три етапе: интраосеалну, трансгингивалну и супрагингивалну. Прва етапа траје до успостављања контакта између глеђи и базалне мембране (ламине) оралног епитела. Друга фаза подразумева раст зуба кроз структуре слузокоже и његово појављивање у оралној дупљи. Након тога следи завршна (супрагингивална) етапа, која се окончава потпуним ницањем зуба.
Човек има два периода ницања зуба (дифиодонција), па се разликују примарна (млечна) и стална дентиција. Млечна дентиција се састоји од 20 зуба (лат. dentes decidui), чије ницање почиње у шестом месецу живота. Веома ретко, беба одмах по рођењу има изникле зубе, који се означавају као пренатални. Стална дентиција се обично састоји од 32 зуба (лат. dentes permanentes s. adulti), а почињу да ничу од шесте године живота. Постоји и период тзв. мешовите дентиције (када су присутни и стални и млечни зуби у устима) и траје од 6. до 12. године живота.
|            | Млечна дентиција  | Млечна дентиција  | Млечна дентиција | Млечна дентиција | Млечна дентиција | Млечна дентиција | Млечна дентиција | Млечна дентиција |
| ---------- | ----------------- | ----------------- | ---------------- | ---------------- | ---------------- | ---------------- | ---------------- | ---------------- |
|            | Централни секутић | Латерални секутић | Очњак            | Први преткутњак  | Други преткутњак | Први кутњак      | Други кутњак     | Трећи кутњак     |
| Горњи зуби | 7,5 м             | 9 м               | 19 м             |                  |                  | 14 м             | 24 м             |                  |
| Доњи зуби  | 6 м               | 7 м               | 16 м             |                  |                  | 12 м             | 20 м             |                  |
|            | Стална дентиција  |                   |                  |                  |                  |                  |                  |                  |
|            | Централни секутић | Латерални секутић | Очњак            | Први преткутњак  | Други преткутњак | Први кутњак      | Други кутњак     | Трећи кутњак     |
| Горњи зуби | 7 - 8 г           | 8 - 9 г           | 11 - 12 г        | 10 - 11 г        | 11 - 12 г        | 6 - 7 г          | 12 - 13 г        | 17 - 21 г        |
| Доњи зуби  | 6 - 7 г           | 7 - 8 г           | 9 - 10 г         | 10 - 11 г        | 11 - 12 г        | 6 - 7 г          | 11 - 13 г        | 17 - 21 г        |

Легенда: м = месец (постнатално); г = година.